# アメリカ独立宣言
アメリカ独立宣言（アメリカどくりつせんげん、英語: United States Declaration of Independence）は、イギリス（グレートブリテン王国）によって統治されていた北米13植民地が独立したことを宣言する文書である。1776年7月4日、大陸会議によってフィラデルフィアで採択された。
正式な文書名は「The unanimous Declaration of the thirteen united States of America（13の団結したアメリカの諸国（州）による全会一致の宣言）」。
このため、7月4日（"Fourth of July"）は「アメリカ合衆国の独立記念日」（Independence Day）として毎年盛大に祝われる。
なお、「独立宣言」と表記している歴史教科書や、「アメリカの独立宣言」、「アメリカ独立宣言」と表記している歴史教科書がある。
ベルギー合衆国独立宣言（1789年、ブラバント革命の最中に発された）、ニュージーランド独立宣言（1835年）、リベリア独立宣言（1847年）など、多くの国の独立宣言に影響を与えた。

## 沿革

「アメリカ独立宣言」（ジョン・トランブル画、1819年）
この絵は、2ドル紙幣の裏面図版に使用されている。

1763年2月、フレンチ・インディアン戦争が終結すると、イギリス国王ジョージ3世とジョージ・グレンヴィル率いるグレンヴィル内閣は、北米13植民地への課税と支配を強化した。この本国政府による植民地圧迫策は、次第に植民地住民の本国に対する不満を鬱積させ、本国からの離反機運の醸成をもたらす（詳細は、「アメリカ合衆国の歴史」の項目と、「アメリカ独立戦争」、「アメリカ合衆国の独立」の項目を参照）。
それぞれに独自の発展を進めていた北米13植民地は、1772年11月、連絡組織として通信連絡委員会を発足させる。この委員会は、1774年9月、第一回大陸会議（ジョージア植民地を除く12の植民地代表の集会）に発展し、本国政府との和解策を練った。1775年4月、レキシントン・コンコードの戦いで、イギリス軍と植民地民兵隊の間に銃火が交えられ、独立戦争の火蓋が切られた。翌5月、第二回大陸会議が開会され（全13植民地代表がそろう）、ここ武力衝突に至っても本国政府との和解の道を模索していた。しかし、情勢は日増しに悪化し、翌1776年1月、独立論を訴えるトマス・ペインの著書『コモン・センス』が刊行されてベストセラーになると、住民の間でも植民地代表者の間でも、独立論は最高潮に達した。
同年6月7日、バージニア植民地代表のリチャード・ヘンリー・リーは大陸会議に『独立の決議』を提案し、これに基づいて同月10日、独立宣言起草委員会が発足した。この委員会は、トーマス・ジェファーソン、ジョン・アダムズ、ベンジャミン・フランクリン、ロジャー・シャーマン、ロバート・R・リビングストンの5人で構成されたが、ジェファーソンが宣言案を起案（起草）し、フランクリンとアダムズがわずかに修正して委員会案とされた。委員会案は大陸会議に提出されて、さらに多少の推敲がなされた。
そして、1776年7月2日、リチャード・ヘンリー・リーの『独立の決議』がまず可決され、『アメリカ独立宣言』は7月4日に採択された。

## 内容
独立宣言は、「基本的人権と革命権に関する前文」、「国王の暴政と本国（＝イギリス）議会・本国人への苦情」に関する28ヶ条の本文、そして「独立を宣言する結語」の3部から成る。
基本的人権・国民主権が盛り込まれている。

中でも、「全ての人間は平等に造られている」と唱え、不可侵・不可譲の自然権として「生命、自由、幸福の追求」の権利を掲げた前文は、アメリカ独立革命の理論的根拠を要約し、後の思想にも大きな影響を与えた。その理論は、名誉革命を理論的に正当化したジョン・ロックの自然法理論の流れを汲む。

## 後世

### 20世紀
プロジェクト・グーテンベルクで最初に電子書籍化された文書だった（1971年）。

### 日本への影響
宣言公布当時の日本は、江戸幕府10代将軍徳川家治の統治下にあった。黒船来航以前で、アメリカ合衆国とはまだ直接の外交や貿易は存在せず、独立宣言が持ちこまれることもなかった。その後、開国により欧米の文物が流入するなかで、はじめて受容された。

#### 学問のすゝめ
福澤諭吉はその著書『西洋事情』で、「千七百七十六年第七月四日亜米利加十三州独立ノ檄文」としてアメリカ独立宣言の全文を和訳して紹介した。
このうち、冒頭の章句および思想は、のちの『学問のすゝめ』初編冒頭に引用され、人々に広く知られるところとなった。

#### 日本国憲法
アメリカ軍を中心とするGHQの占領下にあった日本で、1946年に公布、1947年に施行された日本国憲法の第13条にも、その影響は見られる。